# Jakob Böhme
Jakob Böhme (1575 Alt-Seidenberg u Görlitz – 17. listopadu 1624 Görlitz) byl německý mystik, filosof a křesťanský teosof. Hegel ho nazval „prvním německým filosofem“.

## Život

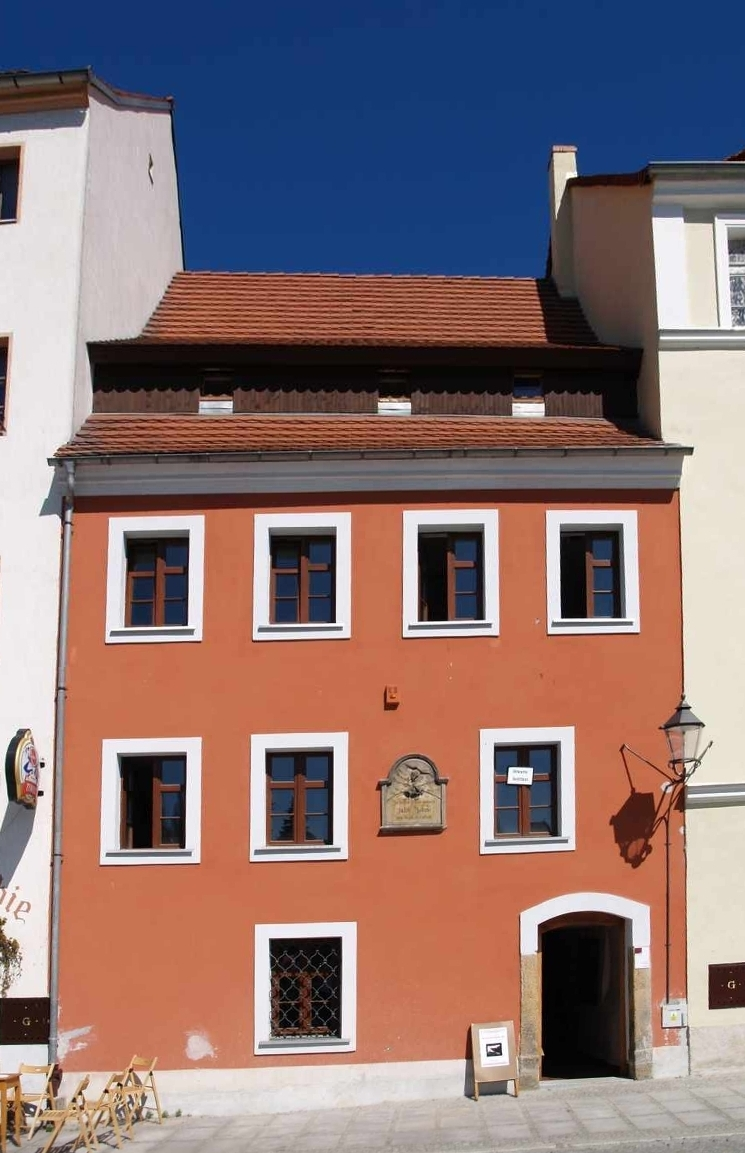
Dům Jakoba Böhma v ulici Daszyńskiego (Prager Straße) 12 ve Zgorzelci/Görlitz, zde žil Jakob Böhme v letech 1590–1610.

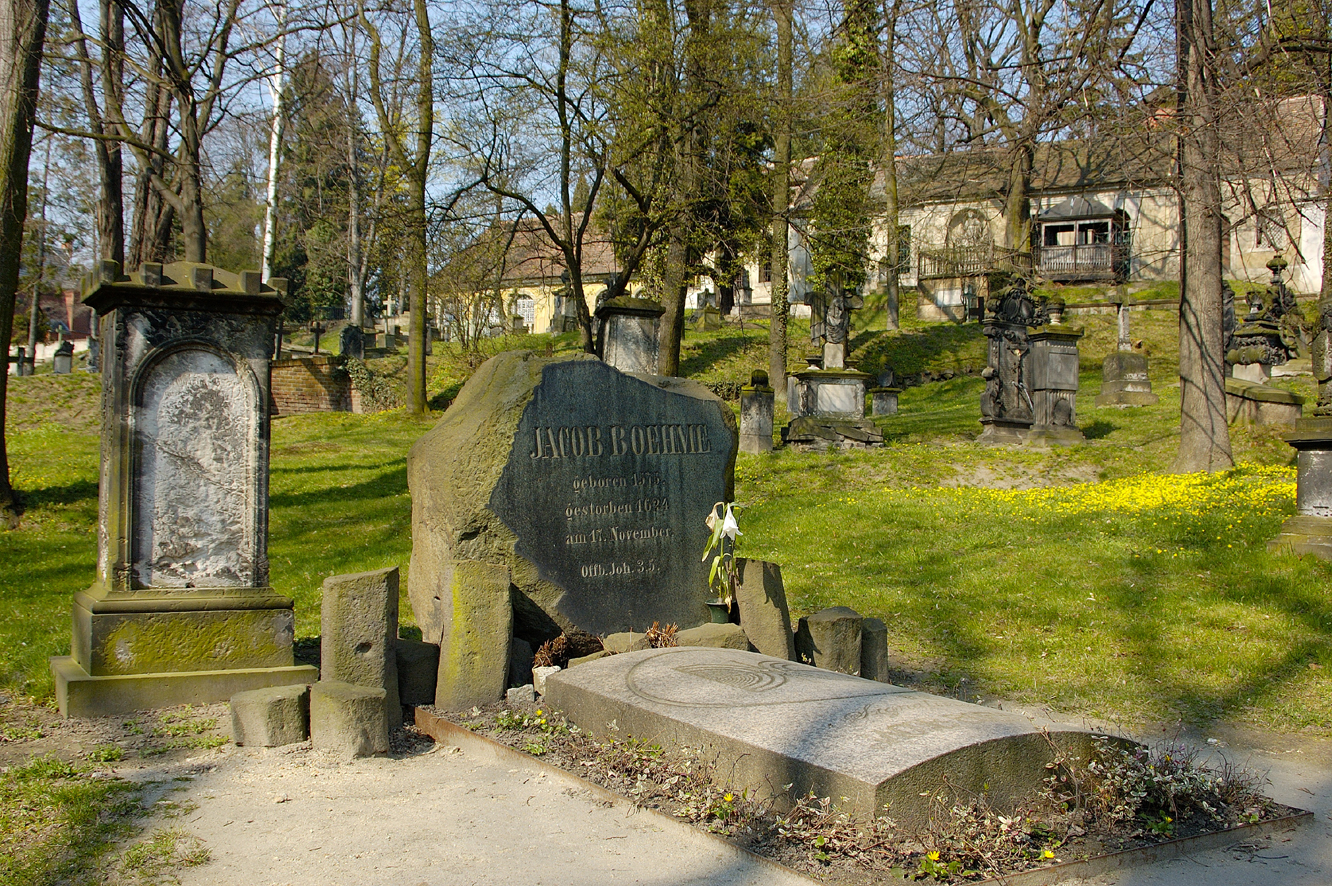
Hrob Jakoba Böhma

Jakob Böhme se narodil roku 1575 jako čtvrté z pěti dětí v rodině Jakoba Böhma staršího a matky Ursuly ve vsi Alt-Seidenberg (dnes Polsko: Stary Zavidów). Jeho otec, který působil ve vsi jako rychtář a byl starším církve v nedalekém Seidenbergu, hospodařil na vlastním pozemku o rozloze zhruba 35 ha. Mladý Jakob navštěvoval vesnickou školu v Seidenbergu, kde získal relativně slušné vzdělání, ovšem bez znalosti latiny. V roce 1599 se stal občanem města Zhořelce (Görlitz), zakoupil tu ševcovský krám, byl přijat do cechu a oženil se s dívkou místního řezníka, Katharinou Kuntzschmann. Tehdy si také pořídil dodnes zachovaný dům v Pražské ulici (Prager Straße) a následující léta se věnoval obchodu. Roku 1600, ve věku 25 let, měl zvláštní vizi, když se při práci zadíval na cínovou nádobu a poté nabyl přesvědčení, že je schopen nazírat veškeré jsoucno ve zlu i v dobru. Od té doby byl podle svých slov schopen nahlížet do jádra přirozenosti všeho živého. O tomto zážitku však s nikým nemluvil a – jak dokládají zmínky v listinách – dál se věnoval obchodu a rodině. V roce 1610 se přestěhoval do svého druhého domu, nakonec 12. března 1613 prodal svůj ševcovský krám a společně se ženou se věnoval obchodování s přízí a později s rukavicemi. Roku 1612 pak podnícen novou vizí sepsal své první dílo: Die Morgenröte im Aufgang neboli Aurora. Spis, který Böhme svěřil místnímu šlechtici Karlu Enderovi von Sercha, začal záhy obíhat. Dostal se však také do rukou vrchního zhořeleckého faráře Gregoria Richtera, jenž byl opisem Aurory pobouřen a předložil stížnost na radnici. V čele města stál tehdy vzdělanec a paracelsián Bartholomaeus Scultetus, z jehož zápisků z 26. června 1613 je zřejmé, že Böhme byl na radnici dotázán na svou entuziastickou víru a zároveň napomenut, aby se od takových věcí držel stranou. Spor pokračoval i po sepsání Böhmovy Apologie, přičemž Gregorius Richter svými hanopisy podstatně přispěl k tomu, že se Jakob Böhme stával známým. Když vypuklo stavovské povstání, přihlížel Böhme pražské korunovaci Fridricha Falckého. V průběhu třicetileté války, kdy mu slib, že už nebude nic psát, jenž si na něm vymohl zhořelecký farář, jistě připadal malicherný, vychrlil za pět let 24 spisů od malých, několikastránkových, často návodných dílek, a od polemických spisů, které připomínají dlouhé dopisy, až po úctyhodná díla věnovaná jak výkladu vlastní nauky, tak speciálním (teologickým) otázkám ze zorného úhlu své nauky včetně objemného dvousvazkového komentáře ke knize Genesis, jenž nazval Mysterium magnum. Za dále bobtnajícího sporu s luterskou ortodoxií přišlo 9. května 1624 pozvání na kurfiřtský dvůr do Drážďan, kde měl vysvětlit své názory vysoce postaveným saským úředníkům a kurfiřtovým rádcům. K setkání s několika učenými rádci na zámku Pillnitz u Drážďan skutečně došlo a věc dopadla pro Böhma příznivě. Brzy po jeho návratu do Zhořelce neočekávaně zemřel jeho dlouholetý zavilý odpůrce a sužovatel farář Richter. Po návratu z jedné podzimní cesty k panu von Schweinichen potom těžce onemocněl i sám Böhme. 16. nebo 17. listopadu 1624 nad ránem, se nejprve dotázal přítomných, zdali slyší tu krásnou hudbu, a pak se slovy „Nun fahre ich nach Paradeis“ (Teď odcházím do ráje) zemřel.

## Kontext
Böhmův kraj – tehdy značně tolerantní – oplýval například stoupenci reformátora, spiritualistického teologa a náboženského spisovatele Caspara Schwenckfelda (1489–1561), k němuž se hlásili také příbuzní Böhmova ochránce Karla Endera von Sercha. Schwenckfeld měl jako samouk ve věcech teologie řadu osobitých názorů na koncepci spásy i na křest dětí, který považoval za pouhý zvyk, a svátost oltářní, jež se podle něho děje jen „duchovně“. Dalším Böhmovým předchůdcem byl teolog a spisovatel Sebastian Franck (1499–1542), jenž přírodu nazýval „živoucí Biblí“, která nemůže připouštět pouze jeden jediný strnulý výklad, ale spíše mnohotvárnost, což souvisí s Böhmovou představu „nestranného“ a tedy tolerantního Boha. Časově posledním, co do významu však prvořadým Böhmovým předchůdcem byl mysticko-teosofický spisovatel Valentin Weigel (1533–1588), farář z Zschopau. Už u něj došlo k syntéze dobové přírodní filosofie (Paracelsus) a duchovnosti, což v mnohém předjímá Böhmovo myšlení. V jednom listu potom Böhme komusi doporučuje četbu alchymického traktátu Wasserstein der Weysen, tedy významného textu tzv. spirituální alchymie. Böhmova znalost církevních otců, hnutí Devotio moderna či mystika a kazatele Johannese Taulera patrně pochází od Richterova předchůdce primaria Martina Mollera, který byl sám viněn z hereze. S výjimkou Bible necituje žádné z těchto děl či autorů, avšak je patrné, že znal přírodně-filosofickou, astrologickou, alchymickou a nábožensko-mystickou literaturu své doby. Jak sám uvedl, „četl spisy mnoha velkých mistrů“, aniž by však našel duchovní uklidnění, které hledal.

## Myšlení

### Příroda jako učitel
Ve svém prvním spise Die Morgenröte im Aufgang neboli Aurora Böhme vysvětluje, že pravým učitelem je „celá příroda“: „V přírodě je přece zlo a dobro. A protože všechny věci pocházejí od Boha, musí také zlo pocházet od Boha“ […] „Nesmíš si myslet, že proto v Bohu je zlo a dobro nebo že v něm kypí, nýbrž Bůh je samo dobro a má také jméno podle dobra: vítězná věčná radost“. „Bůh je srdcem či zřídlem přírody, z něj pochází všechno“. „Celá příroda se všemi silami, které v přírodě jsou, k tomu šíře, hloubka, výška, nebe, země a vše, co je v tom a nad nebem, je tělo Boha; a síly hvězd jsou tepnami v přírodním těle Boha v tomto světě“ […] „temnota však je skryta v centru světla“.

### Základní stanoviska
Böhmovy myšlenky se dotýkají:
1. panteistického ztotožnění přírody a Boha,
2. odvození principů dobra i zla v přírodě „jako věčně tvořivé síly“, která činí „stvoření pohyblivými“ z Boha,
3. názoru, že tento rozpor je přítomen jako nezbytný moment ve všech projevech skutečnosti, aniž je ovšem samotný tento pojem použit, tudíž také v dialektice kvalit „hněvivého“ a milujícího Boha při stvoření světa,
4. významu ženského principu moudrosti (Sofia) pro skutečné poznání a
5. lidské schopnosti svobody, která vychází z vnitřního vztahu k prazákladu.

### Panteismus

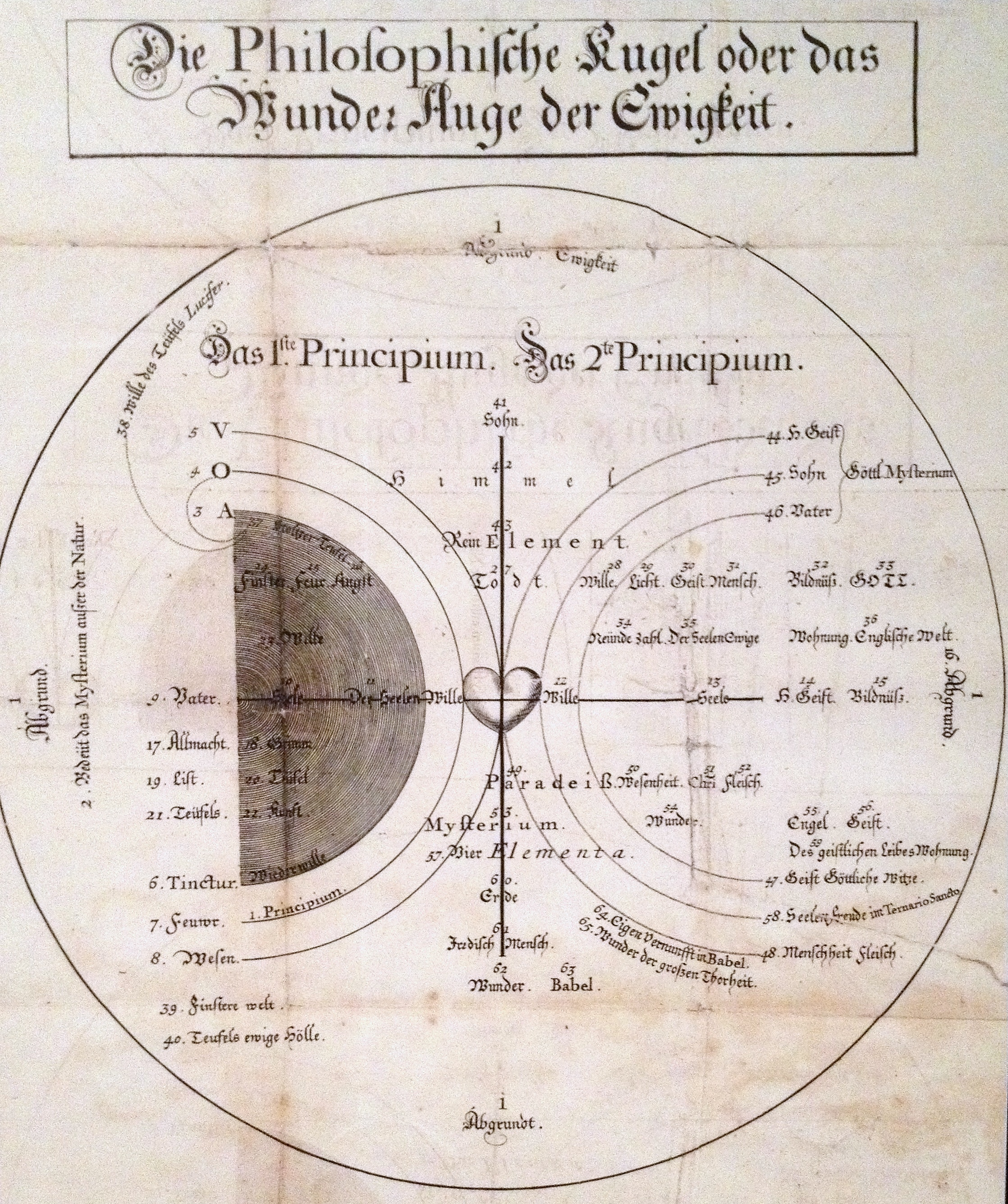
Náčrt jedné z „fází“ Böhmovy kosmogonie (1682).

Linie mystického panteismu, nejuceleněji a nejzřetelněji vyjádřená v tvorbě Jakoba Böhma, vyplývá ze staré středověké tradice. Principy světla a temnoty, které vycházející z Boží bytosti, se podle něho projevují v přírodě a jejích stvořeních a jsou v životě všudypřítomné. Proto, jak je v díle Der Weg in Christo formulováno: „nebesa i peklo jsou přítomny všude. Je to jen obrácení vůle, buď k Boží lásce, nebo k Božímu hněvu“ Tím nalézáme u Böhma, i když ne jako výsledek přímé návaznosti, opět stejný panteistický motiv. Tento panteismus se zároveň spájí s Lutherovým radikálním pojmem Boží všemohoucnosti, v níž jsou obsaženy všechny věci, přičemž v Böhmově dualistickém pojetí se hovoří jak o dobrotivém Bohu, tak o božství, v němž tkví nerozlišeně dobro i zlo a které Böhme nazývá „Bezedno“ (Ungrund). „Bezedno“ je zdrojem veškerenstva, jeho působící příčina, ale není něčím jsoucím, nýbrž je to „Nic“. Toto nic se odlišuje od všeho, co je uchopitelné rozumem. Naproti tomu dobrý Bůh, často ztotožněný s Kristem, s Bohem Synem, je tím, koho je třeba následovat a k němuž směřuje veškerý život.

### Bůh a Lucifer
Samotný pojem Boha je u Böhma definován přívlastkem „Bytost všech bytostí“ (Wesen aller Wesen), což lze chápat jako univerzální bytí. Zatímco Bůh se však pohnul pouze prvního dne stvoření a sedmého dne spočinul, jeho protiklad Lucifer stojí v centru veškerého nepokoje. Ve své polemice s Balthasarem Tilkem popisuje Böhme pád člověka takto: „Pád je v tom, že Adam i Lucifer postavili na místo Boha fantazii a Sv. Duch vyprchal z jejich přirozenosti; teď mají ducha ze své vůle a jsou lapeni fantazií, jak to vidíme u Adama: Když se zásahem čili infekcí ďábla pozdvihlo vědomí, stáhl se Sv. Duch do svého principia a Adam v božím obraze, to jest v temperatuře, zeslábl a vybledl … neboť se v něm vzbudily zvířecí vlastnosti stvoření“.

### Böhmův pojem kvality
Kvalita (Qualität) neznamená u Böhma prostou „jakost“, ale souvisí především s pojmem Quaal či Quall, tedy trysk. V první kapitole své Aurory Böhme píše: „kvalita je pohyblivost, kypění či puzení věci, tak jako žár, který hoří sžírá a pohání všechno, co do něj vejde a nemá jeho vlastnost“. Jde především o vyjádření Božského života, jeho „překypování“ či „vření“, jak se vyskytuje v novoplatónské tradici.

### Sofia jako ženská stránka ducha
Moudrost nebo také Panna Sofia je u Böhma Boží emanací s jednoznačným vztahem ke stvoření. Jedná se o jeden z nejzajímavějších a také nejvlivnějších Böhmových konceptů. Panna Sofia je zrcadlem Boží Trojice, jakýmsi jejím čtvrtým členem. Tato Sofia je zároveň přítomna v člověku jako zatajený božský element, božská jiskra. Je prostřednicí mezi člověkem a Bohem, který se v ní od věků se zalíbením nahlíží. Jak to popisuje Böhme ve spise Vom dreyfachem Leben des Menschen (11,13–15): „Věčně panenská Moudrost byla v ráji figurou veškerých divů božích a tak byla v této figuře sama podobou, leč bez skutečného bytí, stejně jako člověk. Z této panny pak Bůh utvořil předobraz země, aby byla skutečným, viditelným a hmatatelným obrazem, v němž budou skutečně spočívat nebesa, země, hvězdy a prvky, jakož i vše , co žije a hemží se – to vše bylo v tomto jediném obraze. 14. Onen předobraz země (Matrix), ani vnější elementy ho však nedokázaly se sebou svázat, neboť byl o
stupeň výše nežli ony: získal spolu s Pannou nepomíjející jsoucnost. Pannu tento obraz nedokázal obsáhnout, ale naopak pozemská matrice byla obsažena v Panně“.

### Myšlenka svobody u Böhma
Snad nejdůležitějším tématem Jakoba Böhma je téma svobody. Tato myšlenka je u něj natolik provázána s myšlenkou Bezedna, že je od sebe nelze vůbec oddělit. Dá se říci, že „Bezedno“ je jen jiné jméno pro svobodu. Svůj pojem svobody Böhme zakládá jako princip ve znění: „První je věčná svoboda, jež má vůli a je sama vůlí“. Uznává tedy svobodnou Boží vůli. Člověk je pak podle Böhma svobodný, protože je božím obrazem. Svobodná touha je v konečném důsledku ztotožňována s moudrostí: „A dchnutí je Bůh, neboli ústa rozumu v zformované Vůli čili Moudrosti; jež působí v mluvícím Slovu rozlišení, takže se zjevuje mysl a její rozum; tímto zjevením v řeči rovněž nabývá skrze rozlišenost Ducha formy svobodná touha, čili Moudrost.“

## Působení
V roce 1682 vyšly Böhmovy teosofické spisy poprvé v souborném vydání. Tyto spisy našly zprvu své čtenáře především v Sasku a ve Slezsku. Vedle tzv. böhmistů, což byli např. Quirinus Kuhlmann, Christian Hoburg a Friedrich Breckling, zaujaly také celou řadu teologů luterského vyznání. Ohlas Böhmových myšlenek se výrazněji projevil v Německu a Anglii, kde byli stoupenci jeho idejí označováni jako „Behmenists“, dále ve Švédsku, Finsku a Rusku. Nadšení Böhmovi následovníci byli rovněž mezi kvakery, kteří přinesli jeho myšlenky do Ameriky. Prostřednictvím Friedricha Christopha Oetingera získalo Böhmovo dílo vliv na pietismus v jihozápadním Německu, a jeho prostřednictvím na Friedricha Schellinga. Schelling pak představil svět Böhmových myšlenek Georgu Wilhelmu Friedrichu Hegelovi. Hegel v Böhmových spekulacích, navzdory jejich „barbarskému“ jazyku, rozpoznal svéráznou dialektiku, pročež Böhma nazval „prvním německým filosofem“. Dokonce i Newtonova teorie gravitace byla spojena s Böhmovou „dialektikou“. Böhme také ovlivnil rané romantické básníky a filosofy, zejména Novalise, jehož panteistická přírodní symbolika je jím zřetelně inspirována.

## Spisy (výběr)

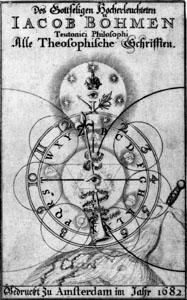
Titulní strana prvního souborného vydání Böhmova díla

- 1612: Aurora (Die Morgenröte im Aufgang)
- 1619: De tribus principiis (Beschreibung der drei Prinzipien göttlichen Wesens)
- 1620: De triplici vita hominis (Von dem Dreyfachen Leben des Menschen)
- 1620: Psychologica vera (Vierzig Fragen von der Seelen)
- 1620: De incarnatione verbi  (Von der Menschwerdung Jesu Christi)
- 1620: Sex puncta theosophica (Von sechs Theosophischen Puncten)
- 1620: Sex puncta mystica (Kurze Erklärung Sechs Mystischer Puncte)
- 1620: Mysterium pansophicum (Gründlicher Bericht von dem Irdischen und Himmlischen Mysterio)
- 1620: Informatorium novissimorum (Unterricht von den letzten Zeiten an P. Kaym)
- 1621: Christosophia (Der Weg in Christo)
- 1621: Libri apologetici (Schutz-Schriften wider Balthasar Tilken)
- 1621: Antistifelius (Bedenken über Esaiä Stiefels Büchlein)
- 1622: Ingleich Vom Irrtum der Secten Esaiä und Zechiel Meths
- 1622: De signatura rerum (Von der Geburt und der Bezeichnung aller Wesen)
- 1623: Mysterium Magnum (Erklärung über das erste Buch Mosis)
- 1623: De electione gratiae (Von der Gnaden-Wahl)
- 1623: De testamentis Christi (Von Christi Testamenten)
- 1624: Quaestiones theosophicae (Betrachtung Göttlicher Offenbarung)
- 1624: Tabulae principorium (Tafeln von den Dreyen Pricipien Göttlicher Offenbarung)
- 1624: Apologia contra Gregorium Richter (Schutz-Rede wider Richter)
- 1624: Libellus apologeticus (Schriftliche Verantwortung an E. E. Rath zu Görlitz)
- 1624: Clavis (Schlüssel, das ist Eine Erklärung der vornehmsten Puncten und Wörter, welche in diesen Schriften gebraucht werden)
- 1618–1624: Epistolae theosophicae (Theosophische Send-Briefe)
- 1682: (1) Werkausgaben

### České překlady
- BÖHME, Jakob. Cesta ke Kristu: mystické traktáty konce věků. Překlad Martin Žemla. 1. vyd. Praha: Vyšehrad, 2003. 255 s. (Reflexe). ISBN 80-7021-547-X.
- BÖHME, Jakob. Cesta ke Kristu. Překlad Martin Žemla. 2., české, přepracované vyd. Olomouc: Univerzita Palackého v Olomouci, 2014. 259 s. (Odborné publikace). ISBN 978-80-244-4272-3.
- BÖHME, Jakob. Christosophia, čili, Cesta ke Kristu a jiné texty. Překlad Martin Žemla. 1. vyd. Praha: Malvern, 2017. 390 s. ISBN 978-80-7530-065-2.
- BÖHME, Jakob. Rozmluva žáka s mistrem: O nadsmyslovém životě, O nebesích a pekle. Překlad Jiří Vacek. Olomouc: Přátelé duchovních nauk (při SUS UP), 1992. 64 s.